# Dongnam-gu
Dongnam-gu (koreanska: 동남구) är ett av de två stadsdistrikten (gu) i staden Cheonan i provinsen Södra Chungcheong i den centrala delen av Sydkorea, 90 km söder om huvudstaden Seoul. Vid utgången av 2020 hade distriktet 265 917 invånare.

## Administrativ indelning
Distriktets centrala delar är indelade i nio stadsdelar (dong) med 212 411 invånare på en yta av 47,87 km²:
Bongmyeong-dong,
Cheongryong-dong,
Ilbong-dong,
Jungang-dong,
Munseong-dong,
Sinan-dong,
Sinbang-dong,
Wonseong 1-dong och
Wonseong 2-dong.
Distriktets ytterområden är indelade i en köping (eup) och sju socknar (myeon) med 53 506 invånare på en yta av 390,52 km²:
Buk-myeon,
Byeongcheon-myeon,
Dong-myeon,
Gwangdeok-myeon,
Mokcheon-eup,
Pungse-myeon,
Seongnam-myeon och
Susin-myeon.